# 클라우디아 펠리치타스 폰 외스터라이히티롤
오스트리아 티롤의 클라우디아 펠리치타스(Claudia Felizitas von Österreich-Tirol, 1653년 5월 30일 ~ 1676년 4월 8일)는 신성 로마 제국의 황제 레오폴트 1세의 두 번째 황후이다. 티롤 대공 페르디난트 카를의 딸로, 어머니는 토스카나 대공 코지모 2세의 막내딸 안나 데 메디치이다. 1673년 10월 15일 첫 번째 황후 마르가리타 테레사를 잃은 레오폴트와 결혼했다. 결혼 생활은 원만했지만, 클라우디아는 합스부르크 왕가가 염원하던 남자 후계자를 낳지 못한 채 1676년 결핵으로 죽었다.

## 자녀
- 안나 마리아 조피(1674)
- 마리아 요제파 클레멘티네(1675~1676)